# Julie (film)
Julie är en svensk dramafilm från 2013 i regi av Helena Bergström. Filmen bygger på August Strindbergs pjäs Fröken Julie (1888) och i rollerna ses bland andra Nadja Mirmiran, Björn Bengtsson och Sofi Helleday.

## Om filmen
Inspelningen ägde rum på Ekolsunds slott och producerades av Petra Jönsson. Fotograf var Jens Fischer och klippare Perry Schaffer. Filmen premiärvisades 1 mars 2013.

## Handling
Det är midsommarafton och Julies ögon är riktade mot Jean, Kristins trolovade. Julie får sin natt tillsammans med Jean, men vad kostar den?

## Rollista
- Nadja Mirmiran – fröken Julie
- Björn Bengtsson – Jean
- Sofi Helleday – Kristin
- Robert Panzenböck – fadern
- Fredrik Wagner – fröken Julies fästman
- Hanna Nilsson Isedal
- Tommy Wättring
- Anna Olsson
- Daniel Storbjörk
- Jasmina Tukiainen
- Anders Nilsson
- Matilda Tjerneld
- Molly Nutley
- Charlie Gustafsson

## Mottagande
Filmen fick ett blandat mottagande och har medelbetyget 2,9/5 på Kritiker.se, baserat på femton recensioner. Mest positiva var Expressen, Helsingborgs Dagblad, Kommunalarbetaren och Sydsvenskan, som alla gav fyror i betyg. Sämst betyg fick filmen från Svenska Dagbladet som delade ut sitt lägsta betyg, 1/6. Även Kulturbloggen, Metro, Sveriges Radio P4, Upsala Nya Tidning och Viasat Film var kritiska och gav betyget 2/5.

## Musik
- "Vårens första dag" av Laleh Pourkarim[1]